# Xysticus cunctator
Xysticus cunctator is een spinnensoort uit de familie van de krabspinnen (Thomisidae).
De wetenschappelijke naam van de soort werd in 1877 gepubliceerd door Tord Tamerlan Teodor Thorell.